# Edward Carpenter
Edward Carpenter (Hove, Sussex, 29 de agosto de 1844-Guilford, Surrey, 28 de junio de 1929) fue un escritor, poeta y filósofo socialista, antologista y activista homosexual británico.
Se dio a conocer a finales del siglo XIX y principios del XX en Gran Bretaña, siendo además una figura clave para la fundación de la Sociedad Fabiana y del Partido Laborista.

## Biografía

### Familia, primeros años y estudios
Edward Carpenter nació en Hove, cerca de Brighton, en el 45 de Brunswick Square, en el seno de una familia de clase media y de tradición naval, pues dos de sus abuelos fueron marinos e incluso uno de ellos llegó a cargo de almirante.
Fue matriculado al igual que sus hermanos, un total de seis niñas y cuatro niños, en el Brighton College, a la edad 10 años. Durante estos años dedicó la mayor parte de su tiempo libre a caminar y montar a caballo, lo cual le convertiría posteriormente en un amante de la naturaleza. En 1864 ingresó en el Trinity College, Universidad de Cambridge, donde estudió teología. En la misma universidad tuvo sus primeras relaciones homosexuales, destacando la relación con Andrew Beck,
aunque esta relación se rompió porque éste se casó y se convirtió en catedrático de la Universidad de Cambridge. La ruptura dejó a Carpenter muy dolido marcando su actitud hacia las relaciones durante bastante tiempo, y haciéndole un habitual de los prostitutos de París durante una temporada.
Tras su época universitaria se unió a la Iglesia Anglicana como coadjutor, "más como una convención que como fruto de una convicción profunda". Se vio fuertemente influido por el párroco de su iglesia, Frederick Maurice, que lideraba el movimiento del Socialismo cristiano.

### Traslado al norte de Inglaterra

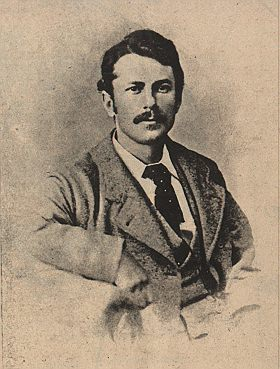
Carpenter en 1875.

Carpenter abandonó el clero en 1874 y se dedicó a impartir clases de astronomía, culto solar, la vida de las mujeres de la Grecia antigua y música. Se desplazó hasta Leeds como parte del movimiento de divulgación universitaria, formado por académicos que deseaban hacer llegar la educación superior a las zonas más pobres de Inglaterra. Él deseaba impartir conferencias a los obreros, pero su público era principalmente de clase media, y la mayoría mostraba poco interés por las materias que enseñaba. Defraudado se mudó a Chesterfield, pero tras encontrar aburrida la ciudad, se instaló en Sheffield al cabo de un año. Fue aquí donde estableció contacto con la clase obrera y empezó a escribir poesía.
A pesar de sus notorias ideas políticas se le ofreció ser el tutor del futuro rey Jorge V, pero cortésmente declinó la oferta.
En Sheffield Carpenter radicalizó su pensamiento, recibiendo influencia de un discípulo de Engels, Henry Hyndman. Se unió a la Social Democratic Federation (SDF) en 1883 e intentó formar una delegación en la ciudad. Pero el grupo eligió ser independiente y se convirtió en la sociedad socialista Sheffield Socialist Society. Al mismo tiempo trabajó en varios proyectos entre los que destaca la de dar a conocer las pobres condiciones de vida de los trabajadores de las fábricas. En mayo de 1889 Carpenter escribió un artículo en el Sheffield Independent calificando a Sheffield de ser la vergüenza del mundo civilizado y diciendo que la gigantesca nube de humo negro que se levantaba sobre la ciudad era como la del juicio final, en el que miles de vidas eran sacrificadas. Afirmó que cien mil adultos y niños a duras penas recibían luz solar ni aire puro, llevando vidas miserables y muriendo de enfermedades que esto les producía.
En 1884 abandona el SDF con William Morris y se une a la liga socialista. Este abandono es debido en parte por los objetivos políticos convencionales del SDF, que así fueron definidos por Hyndman en 1881: "No quiero que el movimiento se convierta en un depósito de viejos excéntricos, humanitarios, vegetarianos, anti-viviseccionistas, anti-vacunas, pseudoartistas y el resto de tipos del estilo."
Atraído por una vida más próxima a la naturaleza, Carpenter se muda a una granja arrendada por Albert Fearnehough y su familia en Bradway, un apartado distrito entonces perteneciente a Derbyshire y actualmente a Sheffield. Allí fue donde Carpenter empezó a desarrollar el núcleo de su pensamiento político. Influenciado por John Ruskin se imagina un futuro en forma de comunismo primitivo, rechazando el industrialismo de la época Victoriana. En este comunismo utópico prevé que la ayuda mutua y la unión de voluntades se producirían de forma espontánea e instintiva.
Cuando su padre murió en 1882 heredó una considerable fortuna, lo que le permitió dejar la enseñanza y dedicarse a una vida sencilla en una granja en Millthorpe, cerca de Baslow en Derbyshire. En este tiempo ya había asumido totalmente su orientación sexual, además habían finalizado sus ataduras familiares convencionales, pues su madre había muerto en 1881, lo que unido a la paz de su nueva vida junto a la naturaleza le proporcionó un periodo de gran creatividad artística. Carpenter escribió en una caseta de madera en su jardín lo que sería su libro de versos Towards Democracy (Hacia la democracia), que fue muy influenciado por la espiritualidad oriental y las lecturas de Walt Whitman.
En 1886 tuvo una breve relación con George Hukin, un comerciante de cuchillas de Sheffield, y aunque posteriormente Hukin se casó causando un distanciamiento inicial entre ellos, terminaron manteniendo una duradera amistad.
Durante los años 1880 Carpenter se interesó por el misticismo hindú y la filosofía india siendo muy influido por ellas. En ese periodo recibió un par de sandalias de un amigo de la India y se acostumbró a llevarlas siendo el primer británico de la época en hacerlo. En 1890 viajó a Ceilán y la India para pasar un tiempo con un maestro hindú llamado Gnani, al que describe en su obra Adam's Peak to Elephanta. Esta experiencia tuvo un profundo efecto en sus ideas sociales y políticas. Empezó a pensar que el socialismo no solo debía implicar el cambio de las situaciones económicas externas sino que debía producir un cambio interior en la conciencia de los individuos. Carpenter argumentaba que en esta nueva etapa de la sociedad debía volver a disfrutar de la vida natural y primigenia:

El sentido de las antiguas religiones vuelve a él. En la cumbre de las reuniones celebrará con danzas desnudo la gloria de la forma humana y la gran procesión de las estrellas, o saludará al brillante cuerno de la joven luna.
 Edward Carpenter. Civilización: sus causas y cura (1889)

Esta forma de "socialismo místico" le llevó a dirigir varias campañas contra la contaminación, de promoción de vegetarianismo y en contra de la vivisección.

### Vida con George Merrill

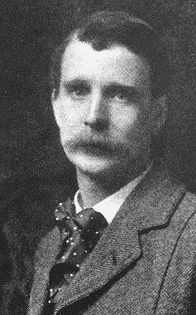
George Merrill, el compañero sentimental de Edward Carpenter.

Al regresar de la India en 1891 conoció a George Merrill, un hombre de clase trabajadora de Sheffield y ambos entablaron una relación amorosa que culminaría en 1898 cuando decidieron vivir juntos. Merrill se había criado en los barrios bajos de Sheffield y no había recibido una educación formal. Dos hombres de distinta clase social viviendo juntos como pareja era algo inaudito en la Inglaterra de los años 1890, más extraordinario si se tiene en cuenta el escándalo que se desató con el juicio contra Oscar Wilde de 1895 en aplicación de la enmienda del código penal que se había aprobado en 1886 ampliado la penalización de la homosexualidad, de prohibir el sexo anal a castigar cualquier contacto homosexual entre hombres. Su relación no sólo desafiaba la moralidad sexual de la época victoriana sino también su estricto sistema de estratificación y separación entre clases sociales. A pesar de todo su relación se consolidó y permanecieron juntos toda la vida. En cierto modo su unión reflejaba la convicción de Carpenter de que el amor homosexual tenía el poder de subvertir las barreras sociales. Tenía la creencia de que en el futuro los homosexuales serían la causa de un cambio radical en las condiciones sociales de los hombres. Remarcándolo en su obra The Intermediate Sex (El sexo intermedio):

"Eros es un gran elevador. Quizá el verdadero apoyo de la democracia, más firme que ningún otro, se trata de un sentimiento que traspasa fácilmente los límites de clase o casta, y une en el mayor de los afectos a los estratos más separados de la sociedad. Es notable lo frecuente que los uranistas [gays] de posición acomodada y alta cuna son atraídos por tipos más duros, como los trabajadores manuales, y frecuentemente surgen uniones permanentes de este tipo, que aunque no se den a conocer públicamente tienen una decisiva influencia en las instituciones sociales, costumbres y tendencias políticas."

A pesar de su heterodoxo modo de vida, Carpenter y Merril se las arreglaron para evitar el escándalo y los arrestos en un clima social muy hostil contra la homosexualidad gracias al aislamiento que les proporcionaba vivir en un lugar apartado como su Milthorpe y a la hábil diplomacia literaria de Carpenter. En sus obras se cuida de no plasmar los aspectos carnales de las parejas del mismo sexo, haciendo hincapié en los aspectos emocionales de tales relaciones. Para reafirmar esta descripción obtuvo una gran inspiración de la idealización del amor homosexual de las obras de Platón, bastante popular entre los gays de la época victoriana que frecuentemente aludían al "amor griego" como un código oculto al tratar de su orientación sexual. Vivir en un lugar tan remoto también permitió a Carpenter disfrutar del nudismo que él creía era un símbolo de unión con la naturaleza. Carpenter también empezó a cultivar una forma de pensamiento filosófico que defendía una simplificación radical de la vida, centrándose en la necesidad de vivir al aire libre, una forma de vestir racional y una dieta ovo-lácteo vegetariana.
La lejanía y aislamiento de Milthorpe también permitió que su casa se convirtiera en un punto de encuentro de socialistas, humanistas, intelectuales y escritores del Reino Unido y del extranjero con los que mantenía correspondencia. Entre sus amigos estaban Walt Whitman, Rabindranath Tagore, Henry S. Salt (con el que participó en la Humanitarian League) y su mujer Catherine; Havelock Ellis y su mujer Edith; Ben Iden Payne, John Bruce, Katharine Glasier, John Addington Symonds, Olive Schreiner, Edward Morgan Forster, Annie Besant, Isadora Duncan, Roger Fry, James Keir Hardie, J. K. Kinney, Jack London, Edmund Dene Morel, William Morris, Edward R. Pease.
El 10 de enero de 1928 murió George Merrill tras 30 años de vida en común.

### Muerte
Tres meses después, en mayo de 1928, Edward Carpenter sufrió una apoplejía, dejándole casi completamente inválido. Sobrevivió otros 13 meses antes de morir en una tarde de verano, el viernes 28 de junio de 1929 en Guilford, Surrey. El 30 de diciembre de 1910, Carpenter había escrito:

Me gustaría que estas breves palabras fuesen leídas sobre la tumba cuando mi cuerpo vuelva a la tierra: es posible que esté presente y sea consciente de lo que sucede, pero no podré comunicarme...

Desafortunadamente, no se descubrió esta petición suya hasta varios días después de su entierro. Las palabras finales de su epitafio figuran en su lápida :

No pienses en exceso en el envoltorio mortal de tu amigo, ni lo llores en demasía: dedica en cambio tus pensamientos hacia el alma que ha abandonado el cuerpo, si quieres alcanzarla. Así, es seguro que llevarás una luz de alegría para su próxima travesía, y contribuirás con tu parte a crear ese reino de amor que une la tierra con el cielo.

## Obras
Entre sus publicaciones hay tanto obras literarias como ensayos políticos y filosóficos:
- Towards democracy (1883), Hacia la democracia.
- England's ideal (1887), El ideal de Inglaterra.
- Civilization: its cause and cure (1889), Civilización: sus causas y cura.
- Homogenic love and its place in a free society (1894). Amor homogénico y su lugar en una sociedad libre.
- Love's coming of age (1896)
- Days with Walt Whitman (1906), Días con Walt Whitman.
- The intermediate sex: a study of some transitional types of men and women (1908). El sexo intermedio: un estudio de algunos tipos de transición de hombres y mujeres (existe una traducción al castellano, realizada por Carlos Sanrune).[7]
- Iolaus - anthology of friendship (1908), Iolaus: antología de amistad. (Como editor)
- The intermediate types among primitive folk (1914), Tipos intermedios entre los hombres primitivos.
- My days and dreams (1916), Mis días y sueños (autobiografía).
- Never again! (1916), ¡Nunca más!
- Pagan & christian creeds: their origin and meaning (1920), Creencias paganas y cristianas: su origen y significado.
- The healing of Nations and the hidden sources of their strife, La sanación de las naciones y las fuentes ocultas de sus conflictos.
- George Merrill, a true history, & study in psychology (1913). George Merrill, una historia verdadera y estudio de psicología.

## Política y activismo

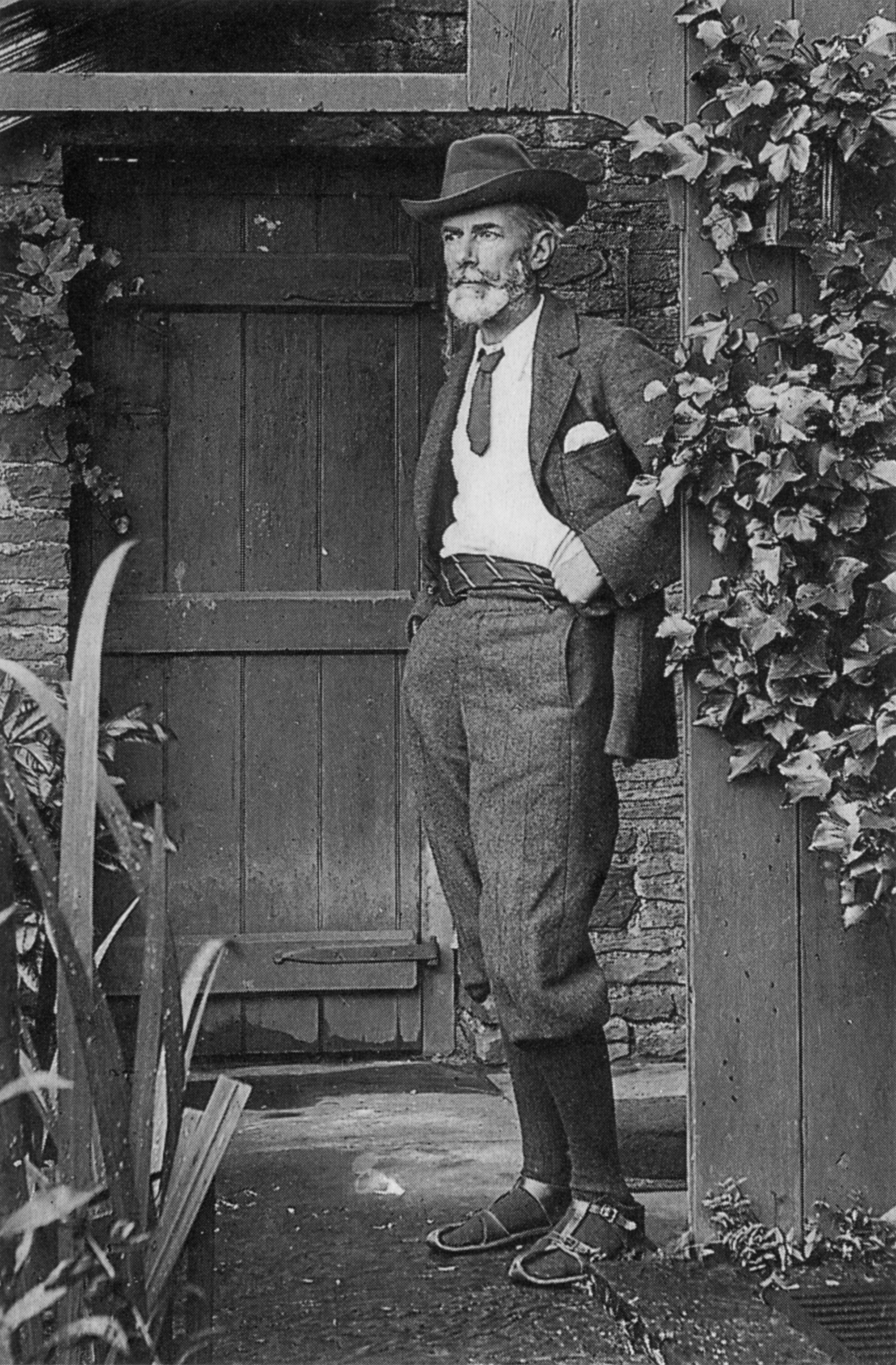
Carpenter en 1905.

En la década de los años 1890 Carpenter produjo sus mejores obras políticas dirigidas a hacer campaña contra la discriminación en función de la orientación sexual. Argumentaba que la atracción sexual por las personas del mismo sexo era algo natural en las personas que en la época se definían como tercer sexo. En su libro de 1908 sobre el tema, The intermediate sex, se convertiría en uno de los textos fundacionales del movimiento LGBT del siglo XX.
Los motivos por los que se embarcó una tarea tan impopular e incluso peligrosa en la época sólo se pueden especular, pero se cree sintió la necesidad de continuar la obra de John Addington Symonds. En los años 1880 Symonds había elaborado varias obras en defensa de la orientación homosexual que se distribuyeron entre un grupo reducido de personas, entre los que se incluía Carpenter. Tras la muerte de Symonds en 1893 Carpenter empezó a escribir sus primeros ensayos sobre el tema. Al mismo tiempo que estaba involucrado en esta materia desarrolló un gran interés por la educación progresista, en especial la de proporcionar información sexual a los jóvenes. Fue un buen amigo del reformista educativo y social John Haden Badley, y visitaría con frecuencia la Bedales school cuando su sobrino Alfred Francis Blakeney Carpenter estudiaba allí.
Para Carpenter también formaba parte del estudio de la educación sexual como el sexo y el género eran utilizados oprimir a las mujeres, análisis que incluyó en su radical obra Love's coming-of-age. En ella argumenta que una sociedad igualitaria y justa debe promover la independencia económica de las mujeres. Analizaba los efectos negativos que producía la institución del matrimonio. Veía en el matrimonio en la Inglaterra de la época una forma de celibato forzado y prostitución a la vez, y consideraba que las mujeres no serían realmente libres hasta que se estableciera una sociedad socialista. Y en contra de la opinión de muchos de sus contemporáneos pensaba que todos los obreros oprimidos deberían apoyar la emancipación de las mujeres, y no subordinar los derechos de estas a los derechos de los hombres trabajadores. Señalando que:

"(...) No hay más solución excepto la libertad de las mujeres - lo que significa por supuesto, la libertad de las masas, hombres y mujeres, y el cese de la esclavitud económica. No hay solución que no incluya la liberación de las mujeres y el amor libre en su legítimo significado. Permitir a cada mujer cuyo corazón sangra por el sufrimiento de su sexo, adelantándose a declararse y contribuir ella misma y tan lejos como le sea posible, ser una mujer libre."

En los últimos veinte años de su vida fue radicalizando su pensamiento político y se implicó en materias innovadoras para la época entre las que se incluyen la protección medioambiental, los derechos de los animales, la libertad sexual, el movimiento feminista y la difusión del vegetarianismo. Escribió contra el sistema capitalista, contra la aristocracia latifundista y sobre su visión del socialismo, al que consideraba una nueva era de democracia, camaradería, cooperación y libertad sexual. Apoyó a Fred Charles, miembro de los anarquistas de Walsall en 1892. Al año siguiente fue uno de los miembros fundadores del Partido Laborista Independiente con George Bernard Shaw, entre otros. Carpenter fue un verdadero radical para su época y muchos incluso en la izquierda rechazaban y ridiculizaron sus creencias. La actitud de muchos socialistas coetáneos hacia él se ve reflejada en la posterior obra de George Orwell El camino a Wigan Pier (1937), en el que se ataca a "cualquier bebedor de zumos, nudista, portador de sandalias y maniaco sexual" del movimiento socialista.
Durante la primera parte del siglo XX continuó escribiendo obras sobre la "cuestión homogénica", término que acuñó para referirse a la homosexualidad. En 1902 publicó la innovadora antología de poemas homoeróticos Iolaus: An Anthology of Friendship, que se convirtió en un éxito de la cultura contracultural. En abril de 1914, Carpenter y su amigo Laurence Houseman fundaron la Sociedad británica para el estudio de la psicología sexual. Algunos de los temas tratados en sus conferencias y publicaciones fueron la promoción del estudio científico del sexo, una actitud más racional hacia la conducta sexual y otros problemas y cuestiones conectadas con la psicología sexual (en sus vertientes médicas, jurídicas y sociológicas) como el control de la natalidad, aborto, esterilización, enfermedades venéreas. En este periodo también se dedicó a dar conferencias en el Partido Laborista independiente y en la Hermandad de la Nueva Vida, donde más tarde se formaría la sociedad Fabiana.
Pero las actuaciones de Carpenter no se reducían a lo que sus detractores hubieran calificado de políticas alternativas, e incluían los temas de la política internacional del momento. Su pensamiento pacifista le hizo oponerse a la segunda guerra de los bóer y la Primera Guerra Mundial. En 1919 publicó The Healing of Nations and the Hidden Sources of Their Strife donde argumentaba apasionadamente que el origen de la guerra y el descontento de la sociedad occidental era el monopolio de clase y la desigualdad social. Afirmaba que esta injusticia social era una "enfermedad de clase", por la cual cada clase sólo actuaba en función de sus propios intereses. Pensaba que se necesitaba hacer una reestructuración social y económica radical para terminar con esta fragmentación social, lo que solucionaría los conflictos.
Los últimos años de Carpenter no solo se caracterizaron solo por sus obras a favor del pacifismo, sino que también se dedicó al movimiento sindical. Fue un referente para la primera generación de políticos laboristas. En 1924, durante el corto gobierno laborista, con motivo de su 80 cumpleaños, recibió un homenaje que firmaron todos los miembros del gabinete.

## Autores en los que influyó: Carpenter visto por sus contemporáneos
La relación con George Merrill inspiró al escritor inglés E. M. Forster a escribir la única novela que sería publicada tras el fallecimiento del autor, Maurice. Fue escrita en 1913-14, y no apareció hasta 1970. En una Nota final que Forster añadió al término de la obra, describe y habla sobre Carpenter, su defensa de la homosexualidad y sobre cómo le influyó para escribir la obra. A continuación se reproduce una parte de esta Nota:

En su forma original, que casi conserva hoy, Maurice data de 1913. Fue el resultado directo de una visita a Edward Carpenter en Mithorpe. (...) Era un rebelde muy de su época. Era emotivo, y un poco sacramental, pues había comenzado su vida como clérigo. Era un socialista que ignoraba el industrialismo, y un partidario de la vida sencilla, con unos ingresos independientes, y un poeta whitmaniano de más nobleza que vigor, y, finalmente, un creyente en el Amor de los Camaradas, a los que a veces llamaba uranianos (con esto se hace referencia al amor homosexual). Fue este último aspecto de él el que me atrajo en mi soledad. (...) Me acerqué a él a través de Lowes Dickinson, y como quien se acerca a un salvador.
Debió ser en mi segunda o tercera visita al santuario cuando ardió la chispa, y él y su camarada George Merrill se las arreglaron para cursarme una profunda impresión y para despertar en mí una fibra creadora. (...) 
Volví entonces a Harrogate, (...), e inmediatamente comencé a escribir Maurice. Ninguno de mis otros libros se inició de este modo.

La disparidad de su relación inspiró a David Herbert Lawrence a plasmar una versión heterosexual en su novela El amante de Lady Chatterley.
Walt Whitman, poeta y humanista estadounidense, también escribió sobre Carpenter en el año 1888 en una carta dirigida a Horace Traubel:

Edward era hermoso entonces - lo es ahora: uno de los guías, como suele decirse: un ejemplar de la Inglaterra más rancia: no ampliamente conocido, ni del todo bienvenido en la Inglaterra convencional: la época no cambia, y aunque es propicia para algunas cosas, no lo es para él, para los de su calaña, para nosotros, para la protesta humana: no está madura por medio de la maduración. Oh, Horacio, hay un maldito montón de cosas por hacer aún: ¿no lo ves? Un maldito montón: vosotros, compañeros que venís ahora, os mantendréis ocupados: os estamos encomendando un gran trabajo.

Por otra parte, Carpenter influyó notablemente en Harry Hay en cuanto a su defensa de los derechos de los homosexuales. Hay fundó posteriormente la Mattachine Society, una asociación homófila masculina de Estados Unidos, que junto con Daughters of Bilitis formarían el inicio del movimiento homosexual estadounidense.
Pese a que una de sus obras, The intermediate sex, obtuvo bastantes críticas, otros autores fueron influidos por ella, como Siegfried Sassoon, D.H. Lawrence o el ya citado E. M. Forster.

## Carpenter y la música
Aunque se le conoce más por escritor, poeta, activista o filósofo, Carpenter también se interesó en la música y llegó a componer varias piezas para piano.